# El Fortí
El fortí és un barri de Palma situat al districte de Ponent, entre els barris de Son Cotoner, el Camp d'en Serralta i els Bons Aires. L'any 2018 comptava amb 7.301 habitants, 1.409 eren estrangers. Fins a l'any 1999 el RCD Mallorca jugava els partits oficials al barri, a l'antic estadi Lluís Sitjar, actualment enderrocat.